# 日本国際救急救助技術支援会
日本国際救急救助技術支援会（にほんこくさいきゅうきゅうきゅうじょぎじゅつしえんかい、英語: Japan International Paramedical Rescue Technical Cooperation Corps, JPR）は、救急救助技術が未発達の国や地域に消防士や医療関係者、一般の社会人などが支援する日本のNPO。

## 概要
神戸市の消防士が個人でアフリカのザンビア共和国への救急技術支援を実施するにあたり、個人の力では継続的な支援に限界を感じ神戸市の消防職員数名で、2005年1月17日にNGOとして設立された。
その後、会員が全国から加入し、援先も複数になり2011年02月18日に特定非営利活動法人（NPO）として承認されるにいたる。